# Passo di Rabbi
Il passo di Rabbi (2.449 m s.l.m.) è un valico alpino delle Alpi Retiche meridionali. Si trova in Trentino-Alto Adige ai confini tra la provincia di Trento e quella di Bolzano. Collega la Val di Rabbi con la Val d'Ultimo.
Dal punto di vista orografico separa le Alpi della Val di Non ad oriente dalle Alpi dell'Ortles ad occidente. Appena ad oriente del passo si trova la Catena delle Maddalene.
A poca distanza dal passo, nel versante della valle di Rabbi, sorge il  rifugio Stella Alpina al Lago Corvo (2.425 m).
Per salire al passo si può partire dalla frazione di Ultimo  Santa Gertrude e percorrere il  Vallone di Montechiesa.